# Shelby Lynne
Shelby Lynne (* 22. Oktober 1968 in Quantico, Virginia als Shelby Lynne Moorer) ist eine mit dem Grammy ausgezeichnete US-amerikanische Singer-Songwriterin und Musikerin. Sie ist die ältere Schwester von Allison Moorer.

## Leben und Karriere
Shelby Lynne wuchs in Jackson, Alabama auf. 1986 wurde sie mit ihrer Schwester Alison Moorer Augenzeugin wie ihr Vater zuerst ihre Mutter und dann sich selbst tötete. Lynne kümmerte sich in der Folge um ihre Schwester und ging eine kurzzeitige Ehe ein. Den erweiterten Suizid ihres Vaters verarbeitete Lynne Jahre später unter anderem in dem Lied Heaven’s Only Days Down the Road (2011), das mit zwei Schüssen endet.
Um eine Karriere im Musikgeschäft zu starten, zog Lynne schließlich nach Nashville. Bei einer Probe für ein Engagement im Freizeitpark Opryland USA in Nashville wurde sie entdeckt. Durch ein Demoband erhielt sie die Chance 1987 in der TV-Show Nashville Now aufzutreten. Nach diesem Auftritt interessierten sich mehrere Plattenfirmen für die talentierte Sängerin. Lynne unterschrieb schließlich einen Plattenvertrag bei Epic. Als erste Single erschien Ende 1988 ein Duett mit George Jones: If I Could Bottle This Up. Bis 1991 veröffentlichte Lynne drei Alben und etliche Singles, die allesamt nicht den erhofften Durchbruch im Country-Mainstream brachten. Dennoch gelangen ihr in diesem Zeitraum etliche kleinere Hits in den Country-Charts. Things Are Tough All Over war 1990 auf Platz 23 der größte Erfolg. Das Album Tough All Over hielt sich 50 Wochen in den Country-Charts. Außerdem wurde sie als „Beste Neue Sängerin“ bei den Academy of Country Music Awards ausgezeichnet.
Lynne wechselte in der Folge die Plattenfirmen, stets bemüht, doch noch ein Star in Nashville zu werden. Doch weder der Western-Swing von Temptation (1993) noch die Rückkehr zum Mainstream auf Restless (1995) vermochten Lynne als Star zu etablieren. Mit Slow Me Down gelangte sie 1995 letztmals in die amerikanischen Country-Hitlisten (Platz 59). Danach verschwand die Sängerin für einige Jahre aus den Schlagzeilen.
Mit dem Album I Am Shelby Lynne, das 1999 zunächst in Europa veröffentlicht wurde, vollzog Lynne mit Eigenkompositionen schließlich den Wechsel ins Singer-Songwriter-Fach, musikalisch angereichert mit Pop, Soul und Blues. Anfang 2000 präsentierte Jürgen von der Lippe Lynne in seiner Spielshow Geld oder Liebe. In der Folge erreichte I Am Shelby Lynne die deutschen Albumcharts (Platz 25). In Großbritannien hatte sie einen Achtungserfolg mit der ausgekoppelten Single Leavin. Auch in den USA zeigte die Erfolgskurve nach oben. Der Höhepunkt war im Februar 2001 erreicht, als Lynne mit dem Grammy als beste Newcomerin ausgezeichnet wurde, was insofern bemerkenswert war, weil Lynne zu diesem Zeitpunkt bereits fünf Alben veröffentlicht hatte und über dreizehn Jahre im Musikgeschäft gearbeitet hatte.
Mit dem rockigeren Album Love, Shelby folgte eine Zusammenarbeit mit dem Produzenten Glen Ballard, der zuvor die Karriere von Alanis Morissette entscheidend vorangebracht hatte. Die Hoffnung, einen ähnlich großen Erfolg mit Lynne zu landen, erfüllte sich jedoch nicht. Die CD scheiterte knapp an den Top-100 der USA. Der enthaltene Song Killin’ Kind wurde für den Soundtrack zum Kinofilm Bridget Jones – Schokolade zum Frühstück ausgewählt. Im Anschluss unterzeichnete Lynne für zwei Alben bei Capitol und gab 2005 als Carrie Cash in der Johnny-Cash-Filmbiografie Walk the Line ihr Kino-Debüt. Darüber hinaus spielte sie 2004 mit der amerikanischen Alternative-Band Live den Song Run Away für deren Best-of Awake ein.
Lynnes Album Just a Little Lovin’ (2008) enthielt bis auf eine Eigenkomposition ausschließlich Lieder von Dusty Springfield, mit der die Sängerin in der Vergangenheit oft verglichen wurde. Darüber hinaus arbeitete sie für das „erstklassige Coveralbum“ mit dem Produzenten Phil Ramone zusammen, der in den 1960er Jahren auch Schallplatten für Dusty Springfield produzierte. Lynne kletterte schließlich mit Just a Little Lovin’ bis auf Platz 41 der amerikanischen Alben-Charts, ihr bis heute größter Erfolg.
Im Anschluss gründete Lynne ihr eigenes Label Everso und veröffentlichte dort 2010 gleich zwei Alben: Tears, Lies, and Alibis und Merry Christmas. Im September gaben Lynne und ihre Schwester Allison Moorer bekannt, dass sie erstmals gemeinsam auf Tour gehen. „Side by Side“ soll eine „intime akustische Show“ werden.

## Diskografie

### Alben
- 1989: Sunrise (Epic)
- 1990: Tough All Over (Epic)
- 1991: Soft Talk (Epic)
- 1993: Temptation (Morgan Creek)
- 1995: Restless (Curb)
- 1999: I Am Shelby Lynne (Europa: Mercury 1999, USA: Island 2000)
- 2001: Love, Shelby (Island)
- 2003: Identity Crisis (Capitol)
- 2005: Suit Yourself (Capitol)
- 2008: Just a Little Lovin’ (Lost Highway/Universal)
- 2010: Tears, Lies, and Alibis (Everso/Fontana)
- 2010: Merry Christmas (Everso/Fontana)
- 2011: Revelation Road (Everso)
- 2015: I Can’t Imagine (Rounder Records)
- 2017: Not Dark Yet (mit Allison Moorer)
- 2020: Shelby Lynne

### Kompilationen
- 2000: This Is Shelby Lynne: The Best of the Epic Years (Sony)
- 2000: Epic Recordings (Sony)
- 2006: The Definitive Collection (Hip-O)
- 2012: Live at McCabe’s (Everso, CD/DVD)[9]